# FC Pakruojis
FC Pakruojis, celým názvem Futbolo klubas Pakruojis, byl litevský fotbalový klub z města Pakruojis. Klubové barvy byly oranžová a modrá. Založen byl v roce 2016.

## Úspěchy
- Pirma lyga (D2)
  - 7. místo (1x): 2018
- Antra lyga (D3):
  -  Vítěz (1) - 2016

## Sezóny
| Sezóny | Div. | Liga                 | Misto | Zdroje      |
| ------ | ---- | -------------------- | ----- | ----------- |
| 2016   | 3.   | Antra lyga (Vakarai) | 1.    | [ 1 ]       |
| 2017   | 2.   | Pirma lyga           | 9.    | [ 2 ]       |
| 2018   | 2.   | Pirma lyga           | 7.    | [ 3 ]       |
| 2019   | 2.   | Pirma lyga           | 15.   | [ 4 ] [ 5 ] |
| 2021   | x.   | x                    | x.    |             |

## Bývalí trenéři
- Aidas Dambrauskas (2016—2019)